# Antonio José de Sucre (khu tự quản)
Antonio José de Sucre là một khu tự quản thuộc bang Barinas, Venezuela. Thủ phủ của khu tự quản Antonio José de Sucre đóng tại Socopo. Khự tự quản Antonio José de Sucre có diện tích 2975 km2, dân số theo điều tra dân số ngày 21 tháng 10 năm 2001 là 62002 người.